# Пинскер, Борис Ильич
Бори́с Ильи́ч Пи́нскер (1907—1982, Ленинград) — советский судостроитель, лауреат Государственной премии СССР (1980).

## Биография
В 1936 окончил Ленинградский индустриальный институт. (так с 1934 по 1940 годы назывался Ленинградский политехнический институт им. М.И. Калинина)
Участник Великой Отечественной войны.
Один из ведущих строителей Ленинградского судостроительного завода им. А. А. Жданова. Главный строитель крупной серии судов.

## Награды
- Награждён орденом Трудового Красного Знамени.
- Государственная премия СССР (1980).